# 郑炳清
郑炳清（1937年11月—2024年6月13日），福建莆田人，中国人民解放军将领、中国人民解放军中将。 
1998年，授予中国人民解放军中将，曾任南京军区副司令员。
2024年6月13日，在江苏南京逝世，享年86岁。